# 黄玉治
黄玉治（1960年5月—），男，汉族，辽宁新金人，中华人民共和国政治人物，曾任中华人民共和国应急管理部副部长、党委委员，国家矿山安全监察局党组书记、局长，第十三、十四届全国政协委员，中共十九大、二十大代表。